# گومو، تبت
گومو، تبت (به لاتین: Gomo) یک شهرک در جمهوری خلق چین است که در شهرستان گرزه واقع شده‌است.